# Левин, Семён Михайлович
Семён Миха́йлович (Ме́нделевич) Ле́вин (5 мая 1949, Москва — 9 сентября 2005, Иерусалим) — российский теледизайнер, один из основателей «НТВ-Дизайн», человек, нарисовавший целиком всю «одежду» телевизионного канала НТВ (сезон 1998—2001) и автор знаменитого логотипа канала НТВ — «зелёного шарика», а также многих других проектов на российском телевидении.

## Биография
Родился 5 мая 1949 года в Москве.
Учился в Московском академическом художественном училище памяти 1905 года, Архитектурном, Строгановском и Полиграфическом институтах, но ничего не окончил. Состоял в Союзе художников СССР, был одним из инициаторов создания Союза дизайнеров СССР. До работы на телевидении специализировался на дизайне городской среды, также делал рекламные витрины, расписывал большие автомобили-фургоны, проектировал квартиры и дома.
До 1996 года — руководитель компании «Левин-студио», занимавшейся дизайном: анимация, компьютерная графика, планирование интерьера, выставки.
С конца 1992 года — на телевидении. По приглашению Льва Николаева недолгое время вёл программу «Радость дизайна» на 1-м канале Останкино.
С 1993 года — на НТВ — оформление, дизайн. За работу для данного телеканала Левин завоевал несколько наград: в 1994 году — награду Союза дизайнеров и компьютерных графиков и Гран-при на Международном Конкурсе «Аниграф», в 1995 году — Гран-при за «лучший дизайн года».
С сентября 1995 года — художественный директор НТВ.
В 1996 году сформировалась студия Семёна Левина «НТВ-Дизайн», которая разработала новый стиль телекомпании. Студия также создала фирменные стили «НТВ-Плюс», «НТВ-Интернешнл», ТНТ, радио «Эхо Москвы».
В 2001 году в НТВ сменился собственник, после чего Левин покинул телеканал вместе с группой журналистов, протестующих против захвата. Он организовал компанию «Телеателье», которая в кратчайшие сроки создала логотипы и оформление каналов ТВ-6, РТР, «Культура» и ТВС.
В 2002 году 15 работ Семёна Левина были отмечены наградами на престижных конкурсах, проводимых в США: OMNI Intermedia Award и AXIEM AWARDS.
После закрытия ТВС в 2003 году эмигрировал в Израиль и начал делать «одежду» для международного русскоязычного канала RTVi, стал арт-директором компании «ДомВидео», которая, помимо телевидения, работала с кинопродукцией.
В 2004 году сделал виртуальные эффекты для многосерийного телефильма «Конвой PQ-17», за которые студия Левина завоевала платиновую награду в номинации «Визуальные эффекты в кинематографии» и 7 наград на конкурсе OMNI INTERMEDIA AWARDS-2004.
Скончался на 57-м году жизни 9 сентября 2005 года в Иерусалиме от тяжёлой болезни.
За свои работы для телеканалов России Семён Левин неоднократно был лауреатом премии в области телевидения и радиовещания ТЭФИ.

## Отзывы
О Левине арт-директор НТВ Сергей Шанович рассказал корреспонденту «Известий» следующее:

Он привел вас на НТВ, и в телевизионном мире многие считают его гуру. — Это ещё одна иллюзия. Тогда было время полного авантюризма, Клондайк, Эльдорадо, «Кто смел, тот и съел», «Кто первый встал, того и тапочки»… Это все девизы того времени. На той волне вышла определённая порода людей, которые могли сказать: «Мы решаем все проблемы». Но у Левина есть самый главный неоценимый дар. Он умел: а) привлекать большие деньги и б) — профессиональных людей, самых лучших, самых дорогих людей — Китаеву, Шелютто, мою скромную персону. Это были самые лучшие специалисты на рынке. И они были у него в конторе. И о них никто ничего не знал. До поры до времени.— Сергей Шанович, «Известия» от 19 апреля 2002.